# Klarissenkloster Krakau

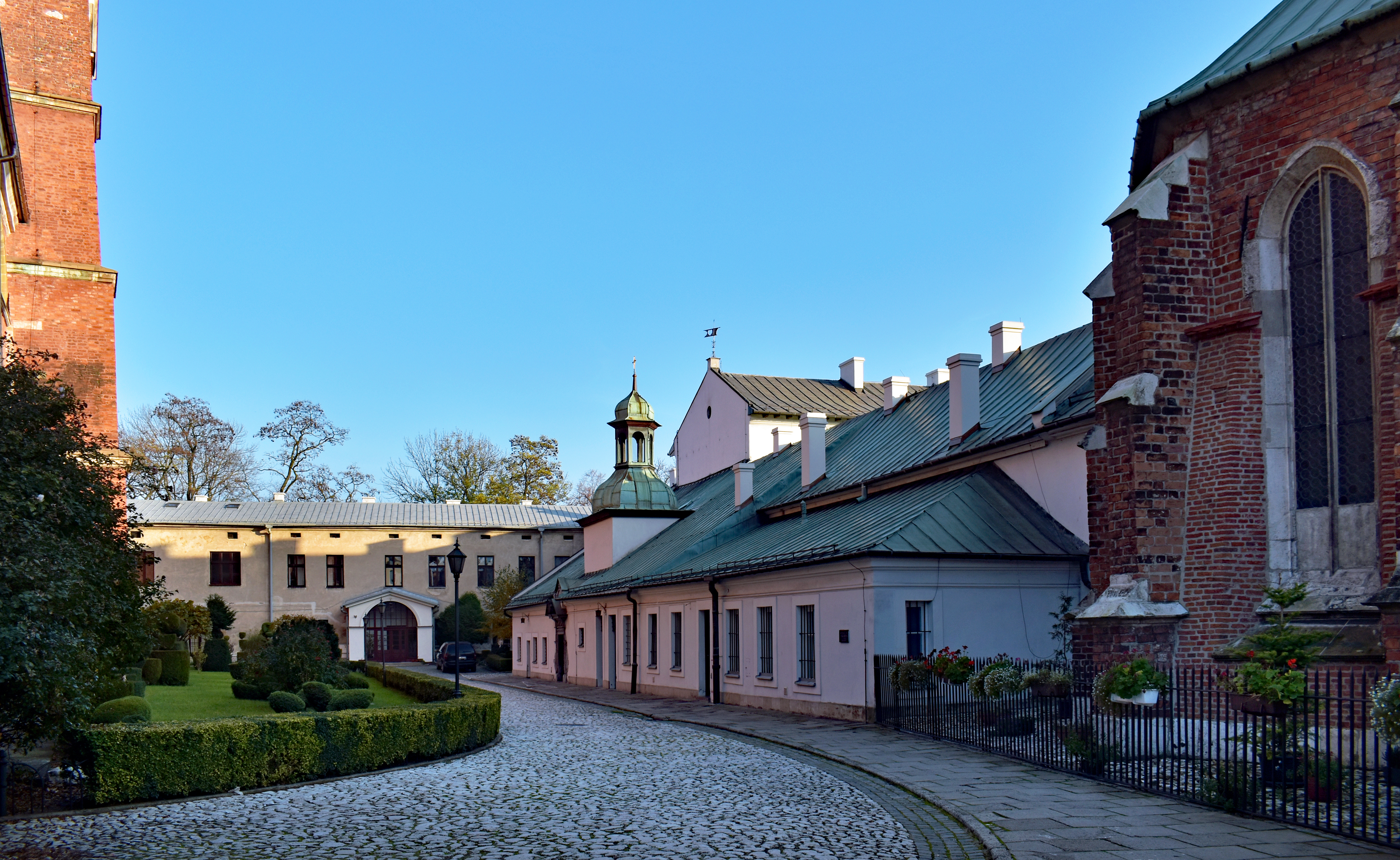
Innenhof

Das Klarissenkloster Krakau ist ein Kloster der Klarissen in Krakau, Polen. Es liegt innerhalb der Stadtmauern in der Krakauer Altstadt, unweit der Andreaskirche.

## Geschichte
Das  Kloster wurde 1245 von der Seligen Salomea, der Tochter des polnischen Seniorherzogs Leszek des Weißen aus der Dynastie der Piasten, in Zawichost gegründet. Die ersten Klarissen kamen aus Prag nach Polen. Ladislaus Ellenlang holte die Klarissen 1316 in den Krakauer Stadtteil Okół, wo das Kloster bis zum heutigen Tag besteht. 1802 wurde eine Mädchenschule beim Kloster eingerichtet. Die Schule wurde 1951 während des Stalinismus geschlossen.